# Chelsea Handler
Chelsea Joy Handler (Livingston, Nova Jérsei, 25 de fevereiro de 1975) é uma atriz, apresentadora de televisão, comediante e escritora estadunidense. Handler apresenta o talk show Chelsea Lately, da rede de televisão por assinatura E!. Atualmente, a comediante tem seu próprio show na Netflix. Em 2009, venceu o Bravo A-List Award. Ela também escreve colunas nas revistas Cosmopolitan e NOW. Em 2010, foi apresentadora oficial do MTV Video Music Awards.

## Filmografia
- Are You There, Chelsea? – Sloane
- The Good Wife – ela mesma
- Pretty Wild – produtora (14 de março de 2010 – presente)
- Chelsea Lately – ela mesma (16 de julho de 2007 – presente)
- The Chelsea Handler Show – ela mesma (21 de abril – 9 de setembro de 2006)
- Comedy Central Presents – ela mesma (standup)
- In The MotherHood – Heather (10 episódios, 2007–2008)
- Girls Behaving Badly
- The Bernie Mac Show
- Dirty Famous – Missy Kelin (1 episódio, 2005)
- The Practice
- Spy TV
- My Wife and Kids – Enfermeira Amy
- Weekends at the D.L.
- Red Eye w/ Greg Gutfeld